# Темешоая
Темешоая (рум. Tămășoaia) — село у повіті Бакеу в Румунії. Входить до складу комуни Коцофенешть.
Село розташоване на відстані 201 км на північ від Бухареста, 49 км на південь від Бакеу, 122 км на південь від Ясс, 112 км на північний захід від Галаца, 119 км на північний схід від Брашова.

## Населення
За даними перепису населення 2002 року у селі проживали 456 осіб, усі — румуни. Усі жителі села рідною мовою назвали румунську.